# William Michael Mulvey
William Michael Mulvey (Houston, 23 agosto 1949) è un vescovo cattolico statunitense, dal 18 gennaio 2010 vescovo di Corpus Christi.

## Biografia
William Michael Mulvey è nato a Houston, nel Texas, il 23 agosto 1949 ed è il secondo dei sei figli di Daniel H. Mulvey Jr. e Marjorie Jane (nata Patterson). I suoi fratelli sono Dan, Martha, John, Tim e Kim. Ha dodici nipoti. È stato cresimato nella parrocchia di Santa Cecilia a Houston da monsignor Wendelin Joseph Nold.

### Formazione e ministero sacerdotale
Ha compiuto tutta la sua formazione in scuole cattoliche tra cui St. Theresa School, la St. Cecilia Schhol e la St. Thomas High School a Houston dal 1963 al 1966 e la St. Edward's High School ad Austin dal 1966 al 1967 dove ha conseguito il diploma. Nel 1971 ha conseguito il Bachelor of Business Administration presso la St. Edward's University.
Ha compiuto gli studi per il sacerdozio presso il Pontificio collegio americano del Nord a Roma. Nel 1974 ha ottenuto il baccalaureato in sacra teologia presso la Pontificia università "San Tommaso d'Aquino".
Il 29 giugno 1975 è stato ordinato presbitero per la diocesi di Austin nella basilica di San Pietro in Vaticano da papa Paolo VI insieme ad altri 359 diaconi giunti a Roma per il giubileo del 1975. L'anno successivo ha conseguito la licenza in teologia spirituale presso la Pontificia Università Gregoriana. In seguito è stato vicario parrocchiale delle parrocchie di Santa Maria e di Nostra Signora di Guadalupe a Taylor dal 1976 al 1977; vicario parrocchiale della parrocchia di San Luigi ad Austin dal 1977 al 1980; cappellano della Reicher Catholic High School a Waco dal 1981 al 1986; parroco della parrocchia di San Giuseppe a Waco dal 1984 al 1986; direttore della formazione spirituale del seminario "Santa Maria" a Houston dal 1986 al 1992 e parroco della parrocchia di San Tommaso d'Aquino a College Station dal 1992 al 1995.
Attivamente coinvolto nel Movimento dei focolari, è stato condirettore della scuola di formazione per sacerdoti diocesani del movimento a Firenze dal 1995 al 1997 e poi direttore del Centro della spiritualità per sacerdoti diocesani del movimento a Hyde Park dal 1997 al 1999.
Rientrato in diocesi è stato parroco della parrocchia di Sant'Elena a Georgetown dal 1999 al 2004; cancelliere vescovile dal 2004 al 2007; vicario generale e moderatore della curia dal 2007 al 2009; vice-rettore del seminario "Santa Maria" a Houston dal luglio del 2009 e amministratore diocesano dell'agosto del 2009.
Il 21 gennaio 2006 è stato nominato cappellano di Sua Santità.

### Ministero episcopale
Il 18 gennaio 2010 papa Benedetto XVI lo ha nominato vescovo di Corpus Christi. Ha ricevuto l'ordinazione episcopale il 25 marzo successivo dal cardinale Daniel Nicholas DiNardo, arcivescovo metropolita di Galveston-Houston, co-consacranti il vescovo emerito di Corpus Christi Edmond Carmody e l'arcivescovo metropolita di New Orleans Gregory Michael Aymond. Monsignor Mulvey è il primo vescovo di Corpus Christi ad essere nominato senza una precedente esperienza episcopale dal 1921, anno della nomina del vescovo Emmanuel Boleslaus Ledvina.
Nel marzo del 2012 e nel gennaio del 2020 ha compiuto la visita ad limina.
Oltre all'inglese, conosce l'italiano e lo spagnolo.

## Genealogia episcopale
La genealogia episcopale è:
- Cardinale Scipione Rebiba
- Cardinale Giulio Antonio Santori
- Cardinale Girolamo Bernerio, O.P.
- Arcivescovo Galeazzo Sanvitale
- Cardinale Ludovico Ludovisi
- Cardinale Luigi Caetani
- Cardinale Ulderico Carpegna
- Cardinale Paluzzo Paluzzi Altieri degli Albertoni
- Papa Benedetto XIII
- Papa Benedetto XIV
- Papa Clemente XIII
- Cardinale Marcantonio Colonna
- Cardinale Giacinto Sigismondo Gerdil, B.
- Cardinale Giulio Maria della Somaglia
- Cardinale Carlo Odescalchi, S.I.
- Cardinale Costantino Patrizi Naro
- Cardinale Lucido Maria Parocchi
- Papa Pio X
- Cardinale Gaetano De Lai
- Cardinale Raffaele Carlo Rossi, O.C.D.
- Cardinale Amleto Giovanni Cicognani
- Arcivescovo James Joseph Byrne
- Vescovo Lawrence Donald Soens
- Cardinale Daniel Nicholas DiNardo
- Vescovo William Michael Mulvey

## Araldica
| Stemma | Titolare                                         | Descrizione |
|        | William Michael Mulvey Vescovo di Corpus Christi | Partito semitroncato: al primo di rosso a tre pissidi d'oro; al secondo d'oro alla conchiglia di rosso; al terzo d'argento a due leoni affrontati d'azzurro; alla fascia ondata d'azzurro, caricata di tre stelle (5) d'argento ordinate in fascia, attraversante sulla troncatura. Ornamenti esteriori da vescovo. Motto: "Sententia in Christo vobis". |